# Alexandria, New Hampshire
Den här artikeln handlar om kommunen Alexandria i New Hampshire. För andra platser med samma namn, se Alexandria (olika betydelser)
Alexandria är en kommun (town) i Grafton County, New Hampshire, USA med 1 536 invånare (2009). Kommunen har fått sitt namn efter Alexandria i Virginia.